# Укріплений район

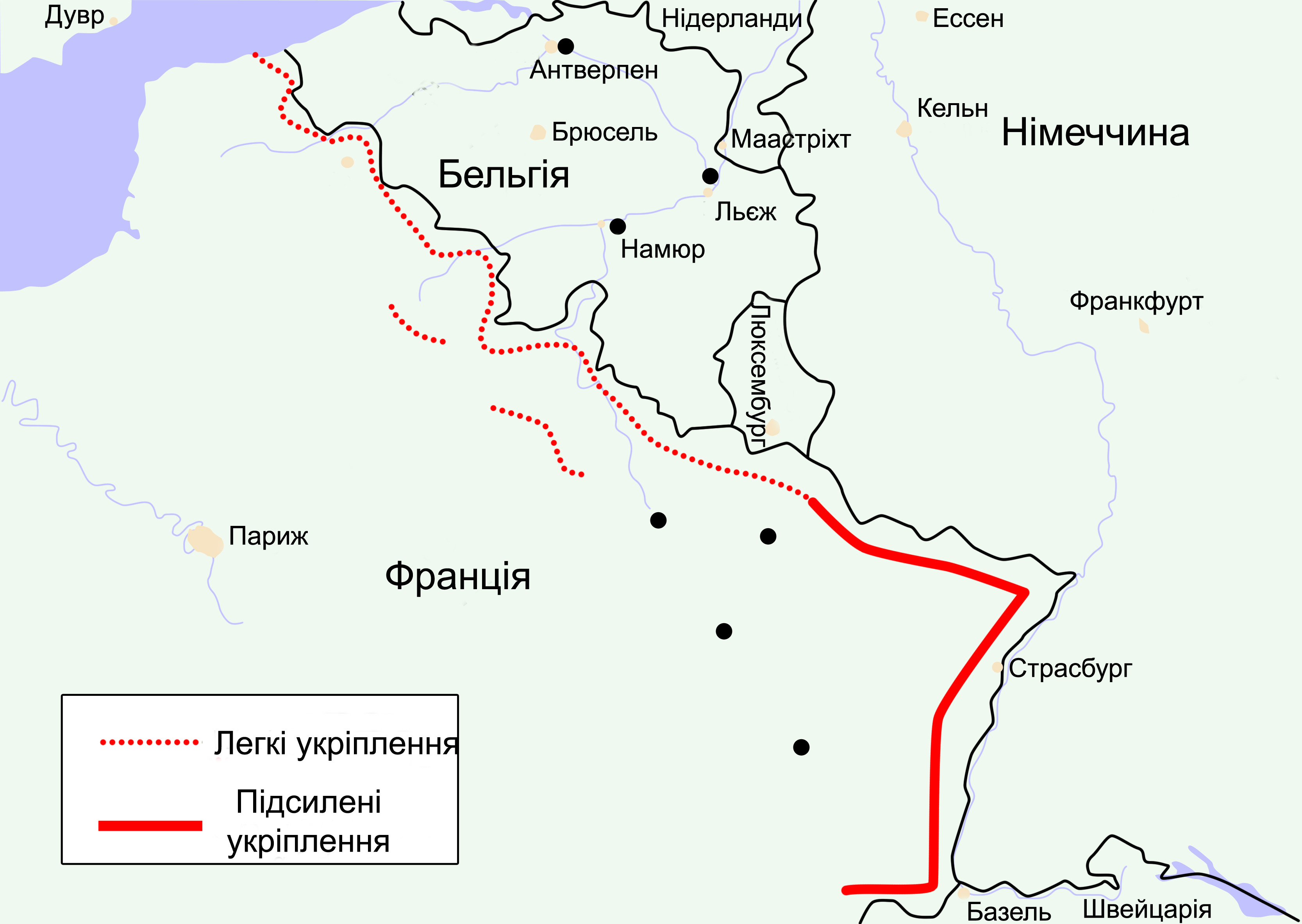
Лінія Мажино

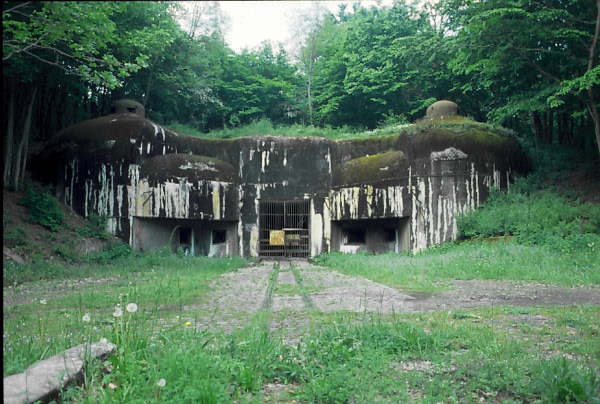
Форт на лінії Мажино

Укрі́плений райо́н (УР) — район або смуга місцевості, обладнані системою довготривалих і польових споруд в поєднанні з різними інженерними загородами та підготовлені для тривалої і наполегливої оборони спеціально призначеними військами самостійно або у взаємодії із загальновійськовими частинами. У деяких випадках УР може оборонятися лише загальновійськовими військами.
Створення УР з метою прикриття ділянок державного кордону і морського узбережжя, важливих в оперативно-стратегічному плані напрямів, адміністративно-політичних центрів, економічних центрів, економічних районів і інших об'єктів набуло значного поширення після Першої світової війни.
Укріплені райони, що створювалися СРСР, Третім Рейхом, Французькою республікою, Японською імперією та іншими країнами перед початком Другої світової війни складалися з кількох оборонних смуг (позицій) і відсічних рубежів. Їх основу становили вузли оборони з довготривалими вогневими спорудами (ДВС). Проміжки між вузлами оборони обладнувалися укріпленнями польового типу і оборонялися польовими військами. Деякі УР включали сектори. Попереду укріпрайонів зазвичай влаштовувалася смуга забезпечення завглибшки до 20 км. За аналогічною схемою під час війни створювалися укріплені райони, устатковані в переважній більшості спорудами польового типу, які оборонялися зазвичай польовими військами. Відповідно до такої практики будівництва укріплених районів в ряді випадків неофіційно укріпрайони поділялися на довготривалі та польові.
Довготривалі УР мали систему міцних і складних залізобетонних і броньових фортифікаційних споруд зі спеціальним артилерійським та кулеметним озброєнням.
Польові УР складалися головним чином з дерево- та кам'яно-земляних споруд, пристосованих під штатну зброю польових військ. В залежності від важливості напрямків чи об'єктів, котрі прикривалися, УР мали глибину від 6–8 до 50 км і більше; щільність фортифікаційних споруд та вогневих засобів на 1 км фронту досягала: ДВС — до 10–15 і більше, гармат польової артилерії — до 10–20, протитанкових засобів — до 10 одиниць і більше.
Укріплені райони, що були побудовані багато десятиліть тому, зберігаються і донині в ряді держав (Греція, Туреччина та ін.) Їх створення і використання в системі оборони не виключається і в майбутньому.
Укріплений район у Радянській армії також — штатне військове формування, що призначалося для виконання оборонних завдань. За часів німецько-радянської війни з метою підвищення стійкості оборони було створено значна кількість з'єднань, які отримали назву УР. Кожне з них складалося з кількох кулеметно-артилерійських батальйонів, підрозділів забезпечення і обслуговування. Організаційно вони зазвичай входили до складу загальновійськових армій і в їх складі брали участь в оборонних та наступальних операціях.